# Igor
Igor (originalment en hebreu, איגור ומסע העגורים; transliterat com a Igor ve'masa ha'agurim) és una pel·lícula de 2012, basada en un llibre d'Aki Shavit de 2002, pel qual va guanyar el Premi Zeev de literatura infantil i juvenil. Es va doblar i subtitular al català.
La pel·lícula va ser coproduïda per Israel, Polònia i Alemanya, està dirigida per Evgeny Ruman i es va estrenar a Israel el 14 de març de 2013. Està escrita per Dita Guery i Eitan Londner.

## Sinopsi
A l'hivern, les grues que viuen a Rússia emigren fins a l'Àfrica, en un perillós viatge. Això ho sap l'Igor perquè el seu pare és ornitòleg i dedica la seva vida a seguir el viatge de les grues.